# Kārlis Zāle
Kārlis Zāle (* 28. Oktober 1888 in Mažeikiai, Gouvernement Kaunas; † 19. Februar 1942 in Inčukalns) war ein lettischer Bildhauer.

## Leben
Seine Ausbildung erhielt Zāle an der Kunstschule in Kasan. Später lebte er in Moskau, wo er in der Werkstatt von Stepan Ersja arbeitete, und in St. Petersburg als Student an der Akademie der Künste. 1921 ging er nach Berlin, einem damaligen Zentrum des Expressionismus.
1923 kehrte er nach Lettland zurück. Er erhielt einen großen Auftrag für die Denkmäler des Rigaer Brüderfriedhofs. Später setzte er sich bei einer Ausschreibung für die Gestaltung des Rigaer Freiheitsdenkmals durch, welches 1935 eingeweiht wurde. Ab 1936 leitete Zāle dann die Bildhauerabteilung an der lettischen Kunstakademie.
Andere bekannte Werke Zāles sind das Grabmal von Andrejs Pumpurs und eine Büste von Rainis im Lettischen Nationaltheater.